# Ballesteros Sud
Ballesteros Sud é um município da província de Córdova, na Argentina.